# Paragrafo Ariano
Il paragrafo ariano (in tedesco: Arierparagraph) era una clausola contenuta nello statuto di un'organizzazione, di una società, o in un atto immobiliare che riservava il diritto di iscrizione o di residenza esclusivamente agli appartenenti alla "razza ariana" e negava tali diritti a qualsiasi persona non-ariana, in particolare di origine ebraica e slava. Questo aspetto pervadeva la vita pubblica in Germania e Austria dal 1885 al 1945.
Uno dei primi esempi documentati dell'uso di tale paragrafo fu il Programma Linz del 1882 del leader nazionalista austriaco e antisemita Georg von Schönerer, che fece da modello per innumerevoli club sportivi nazionali tedeschi, società di canto, club scolastici, circoli e confraternite.

## Nella Germania nazista
I paragrafi ariani più noti sono presenti nella legislazione della Germania nazista: servivano per escludere gli ebrei da organizzazioni, federazioni, partiti politici e, alla fin fine, da tutta la vita pubblica. Oltre agli ebrei, non erano considerati ariani i polacchi, i serbi, i russi e gli altri slavi.
Basato sugli statuti e sui programmi di organizzazioni e partiti antisemiti della fine del XIX secolo (come il Partito Sociale Tedesco nel 1889), il paragrafo ariano apparve per la prima volta nel Terzo Reich nella formulazione della Legge per il ripristino del servizio civile professionale, approvata il 7 aprile 1933. Stabiliva che solo le persone di origine ariana, cioè senza genitori o nonni ebrei, potevano essere impiegati nel servizio civile. Il paragrafo ariano fu esteso alla sfera dell'istruzione il 25 aprile 1933, con la Legge contro il sovraffollamento delle scuole e delle università tedesche.
Il 30 giugno dello stesso anno l'ambito di applicazione fu ampliato per far sì che anche il matrimonio con un "non ariano" fosse sufficiente per l'esclusione dal servizio civile. In linea con l'omologazione nazista (Gleichschaltung), la pressione del partito nazista portò molte federazioni e organizzazioni ad adottare il paragrafo ariano. Così gli ebrei furono esclusi dal sistema sanitario pubblico, dagli uffici pubblici più importanti, dalle redazioni (Editor Law) e dai teatri (Reichskulturkammer), dal lavoro nell'agricoltura (Reichserbhofgesetz), una progressione culminata con l'adozione delle leggi di Norimberga "per la separazione definitiva degli ebrei dal Volk tedesco". 
Prima di questo atto esistevano eccezioni, come nel caso dei veterani di guerra, o degli ariani onorari, ma in seguito gli ebrei e i "meticci ebrei" (Mischling) furono banditi da quasi tutte le professioni. Il paragrafo ariano è stato ampiamente accettato senza proteste, tranne quelle sorte all'interno della Chiesa evangelica, il che provocò il distacco da essa della neocostituita Chiesa confessante.